# Neil Marcos
Neil Jaime Marcos Morán (El Carmen, Provincia de Chincha, Perú, 11 de mayo de 1992) es un futbolista peruano. Juega como defensa central y su equipo actual es Unión Comercio de la Liga 2 de Perú.

## Trayectoria
Comenzó jugando en su distrito natal El Carmen, luego de buenos campeonatos de Copa Perú, jugando para Nuestra Señora del Carmen y Juventud Once Amigos, luego pasó a las divisiones menores de Alianza Lima, donde compartió equipo con Gino Guerrero y Carlos Ascues.
En 2013 fichó por San Simón, equipo con el cual ganó la Copa Perú, quedándose durante la única temporada del cuadro moqueguano en primera división.

### FBC Melgar
En el 2015 ficha por el FBC Melgar de Arequipa. Con el club arequipeño fue campeón nacional de la Primera División de Perú.
En el 2018 ficha por Comerciantes Unidos, club con el cual desciende de categoría al quedar último en la tabla acumulada, tras meses de inactividad llega a Unión Comercio para jugar el clausura en el 2019, descendiendo de categoría a la Liga 2.
En el 2020 vuelve a descender a la segunda división, esta vez jugando por el Atlético Grau. Logró ser campeón de la Liga 2 2021 con el Atlético Grau.

### UTC de Cajamarca
Para la segunda parte del 2024, ficha por el UTC de Cajamarca.

## Clubes
| Club                | País | Año         |
| ------------------- | ---- | ----------- |
| Unión Comercio      | Perú | 2011        |
| Sport Boys          | Perú | 2012        |
| San Simón           | Perú | 2013 - 2014 |
| FBC Melgar          | Perú | 2015 - 2017 |
| Comerciantes Unidos | Perú | 2018        |
| Unión Comercio      | Perú | 2019        |
| Atlético Grau       | Perú | 2020 - 2021 |
| Unión Comercio      | Perú | 2022 - 2023 |
| Juan Aurich         | Perú | 2024        |
| UTC de Cajamarca    | Perú | 2024        |
| Unión Comercio      | Perú | 2025 -      |

## Palmarés

### Campeonatos nacionales
| Título                 | Club            | País | Año  |
| ---------------------- | --------------- | ---- | ---- |
| Copa Perú              | San Simón       | Perú | 2013 |
| Torneo Clausura        | F. B. C. Melgar | Perú | 2015 |
| Torneo Descentralizado | F. B. C. Melgar | Perú | 2015 |
| Torneo de Verano       | F. B. C. Melgar | Perú | 2017 |
| Liga 2                 | Atlético Grau   | Perú | 2021 |

### Distinciones individuales
| Distinción                                             | Año  |
| ------------------------------------------------------ | ---- |
| Once ideal de la Copa Bicentenario según Dechalaca.com | 2021 |
| Mejor once de la Liga 2 según la SAFAP                 | 2021 |